# Mahmud I
Mahmud I, detto il Gobbo (محمود الأول in arabo; Edirne, 2 agosto 1696 – Istanbul, 13 dicembre 1754), fu sultano dell'Impero ottomano dal 1730 fino alla sua morte.

## Biografia
Mahmud era figlio di Mustafa II e Saliha Kadin. Salì al trono in luogo dello zio Ahmed III durante la rivolta diretta dal giannizzero albanese Patrona Halil. Dopo la repressione della rivolta militare, la guerra contro la Persia proseguì e terminò nel 1736 con un trattato di pace, che ristabilì lo status quo ante.
L'avversario successivo dell'Impero ottomano fu nel 1735 la Russia, alla quale si aggiunse due anni dopo l'Austria di Carlo VI, legata alla Russia da un accordo stipulato nel 1726. La guerra durò quattro anni ed a fronte delle vittorie russe vi furono parecchie sconfitte austriache culminate con la disfatta dell'esercito austriaco, al comando del Feldmaresciallo Wallis (1673 – 1744), presso Grocka (Serbia) il 23 luglio 1739. Il successivo trattato di Belgrado (18 settembre 1739) fu un trionfo della diplomazia turca.
Con questo trattato i turchi si ripresero tutto ciò che avevano dovuto cedere all'Austria con il precedente trattato di Passarowitz, fatta eccezione per il Banato. Al trattato di Belgrado si aggiunse quello di Nyssa (3 ottobre 1739) con la Russia. Quest'ultima, nonostante i successi militari conseguiti dalle sue truppe comandate dal maresciallo Burkhard Christoph von Münnich (1683 – 1767) contro i turchi, preoccupata della sconfitta dell'alleato austriaco, si affrettò a concludere la pace rinunciando alle pretese sulla Crimea e sulla Moldavia ed ottenendo l'apertura di un porto ad Azov, ma con la limitazione di non poterlo fortificare né di tenere una flotta nel Mar Nero.
Mahmud morì di un infarto mentre usciva dalla moschea dopo la preghiera del venerdì.
Durante il suo governo fu introdotto il criterio di inviare in Moldavia e in Valacchia i fanarioti come amministratori.

## Architetture
Mahmud I iniziò la costruzione dei Bagni di Cağaloğlu, chiamato Yeni Hamam, nella primavera del 1740 sul terreno del Palazzo di Cağaloğlu, che copre una vasta area. Sulle terre rimaste vuote furono costruite delle fondamenta e fu creato un quartiere. Il sultano benevolo aprì con una cerimonia quella nel cortile della Moschea di Santa Sofia, la prima delle tre biblioteche che istituì a Istanbul, e fece quattromila volumi. Nella biblioteca, la lettura del Sahih-i Buharf di dieci abitanti ogni giorno era una delle condizioni della fondazione. Mahmud venne anche più volte alla Porta del Rosario di Hagia Sophia, si sedette nella biblioteca e ascoltò il commento del tafsir. La carestia, apparsa a causa del pesante inverno, divenne sempre più pesante alla fine della primavera.

## Relazioni con l'impero Mughal
La devastante campagna di Nadir Shah contro l'Impero Mughal, creò un vuoto di potere nelle frontiere occidentali della Persia, che venne coperto effettivamente dall'opera del sultano Mahmud I che iniziò la guerra ottomano-persiana (1743–1746), nella quale l'imperatore mughal, Muhammad Shah, cooperò con gli ottomani e l'ambasciatore Haji Yusuf Agha, perseguendo ottime relazioni diplomatiche sino alla morte di Mahmud nel 1748.

## Relazioni con l'Impero Afsharide
Nel marzo del 1741, l'ambasciatore di Nadir Shah, rappresentante del governo persiano, Hacı Han, venne a Istanbul con tremila persone e la sua unità di guardie per estendere il trattato la pace con l'Impero ottomano. Tra i suoi doni c'erano tessuti ricamati con gioielli, dieci elefanti e armi di valore. A Hacı Han fu dato un banchetto al Fener Bahçesin. Era anche un problema far passare gli elefanti portati a mano a Istanbul, e sulle chiatte vennero stese ampie tegole, e intorno ad esse vennero stese pareti di legno in modo che gli elefanti non potessero essere spaventati.

## Famiglia
Sono note undici consorti di Mahmud I, ma non ebbe figli da nessuna di loro (così come non ne ebbe il suo erede, il suo fratellastro minore Osman III), malgrado un regno di ventiquattro anni. Sakaoğlu, storico turco, ipotizza per questo che Mahmud possa aver subito la castrazione durante i suoi anni di reclusione nel Kafes.
Le consorti note di Mahmud I sono:
- Hace Ayşe Kadın. BaşKadin (prima consorte) fino alla sua morte[8]. Costruì una scuola a Çörekçikapısı, vicino alla moschea Fatih. Il nome Hace indicava che aveva compiuto per procura il pellegrinaggio a La Mecca. Morì nel 1746.
- Hatem Kadın. BaşKadin dalla morte di Ayşe Kadın nel 1746 fino alla morte di Mahmud I nel 1754[9]. Morì nel 1769 e venne sepolta nella moschea Ayazma a Üsküdar.
- Hace Alicenab Kadın[10]. Costruì scuole e fontane nel quartiere Fatih. Il nome Hace indicava che aveva compiuto per procura il pellegrinaggio a La Mecca. Morì nel 1775 e venne sepolta nella Yeni Cami.
- Hace Verdinaz Kadın. Ha costruito una scuola e una fontana a Murâdpaşa e un'altra fontana a Galata. Il nome Hace indicava che aveva compiuto per procura il pellegrinaggio a La Mecca. Morì il 16 dicembre 1804 e venne sepolta a Şehzâdebaşı. La sua data di morte tardiva suggerisce che fosse una delle consorti più giovani.
- Hatice Rami Kadın. Chiamata anche Hadice Kadın. Ha costruito una scuola e una fontana a Beşiktaş. Un anno dopo la morte di Mahmud I, nel 1755,  sposò l'ispettore Haremeyn Mustafapaşazade İbrahim Bey. Morì il 16 gennaio 1780.
- Tiryal Kadın. Morì fra il 1785 e il 1789.
- Raziye Kadın.
- Meyyase Hanim. BaşIkbal (Prima Ikbal).
- Fehmi Hanim.
- Sirri Hanim.
- Habbabe Hanim.